# Comuna Vesthimmerland
Vesthimmerland (Vesthimmerlands Kommune) este o comună din regiunea Nordjylland, Danemarca, cu o suprafață totală de 768,14 km².